# Bo Boustedt (arkitekt)

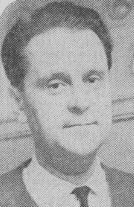
Bo Boustedt

Bo Axel Boustedt, född 12 januari 1919 i Engelbrekts församling i Stockholm, död 11 april 2001 i Nice, Frankrike, var en svensk arkitekt. 

## Biografi
Boustedt, som var son till generallöjtnant Bo Boustedt och Stina Håkansson, avlade studentexamen i Stockholm 1938 och utexaminerades från Kungliga Tekniska högskolan 1944. Han var anställd hos arkitekt Kjell Westin 1945, hos Landsbygdens Byggnadsförening 1946–1947 och var stadsarkitekt i Skara 1948. Han bedrev egen arkitektverksamhet från 1946 och drev tillsammans med Hans-Erland Heineman från 1951 Boustedt och Heineman Arkitekter AB med kontor i Kungälv, Borås, Skövde och Stockholm. Han utförde bland annat ålderdomshem och skolor. Han föreläste flera gånger i USA om svenska ålderdomshem och erhöll 1962 uppdraget att rita ett pensionärshem med 300 platser för slakteriarbetarnas fackförening i Saint Louis. Han är även känd som skulpturfotograf samt har medverkat i svenska och utländska arkitektur- och konsttidskrifter.
Bo Boustedt var gift första gången 1941–1954 med Ulla Blixth (1919–2010) och fick barnen Peter 1942, Tomas 1944 och Britt-Mari 1950. Andra gången var han gift 1954–1964 med Carin Norberg (1927–2006) och fick sonen Bo 1959. Tredje gången gifte han sig 1965 med Isis Fournillier (född 1936) från Frankrike och fick dottern Eve 1968. Kort därefter bosatte de sig i Frankrike.

## Verk i urval
- Tingshus i Stenungssund 1954.
- Ålderdomshem, Tomasgården, i Vetlanda 1956-1959.
- Munkedals ålderdomshem 1957.
- Sjöbo folkskola (Sjöboskolan), Borås, 1959.
- Skövde kulturhus 1963–1964.
- Nordiska folkhögskolan, Kungälv, 1966–1968.
- Åldringscenter 1968–1970.
- Kyrkbyhemmet, Göteborg 1964.